# Michel Saïdi
Pour les articles homonymes, voir Saïdi.
Michel Saïdi, né en 1963, est un céiste français de slalom. Il est aussi le frère du céiste Thierry Saïdi. Il pratique le canoë biplace avec Jérôme Daval.
Il est vainqueur de la coupe d'Europe en canoë Biplace avec Jérôme DAVAL en 1984 ; Il est médaillé d'argent en canoë biplace (C2) par équipe aux Championnats du monde 1985 à Augsbourg. Aux Championnats du monde 1987 à Bourg-Saint-Maurice et aux Championnats du monde 1989 à Savage River, il est médaillé d'or en C2 par équipe (avec Jérôme Daval). Entraineur National de l'équipe du Canada pour les Jeux OLYMPIQUES d'ATLANTA en 1996 . Entraineur des équipes de France de Canoë Biplace de 1997 a 2006 et pour les Jeux Olympiques de Sydney en 2000 et Athènes en 2004 . Responsable des équipes de France U18 et U23 de 2006 a 2017. Actuellement responsable du Site du Creps en Altitude a la REUNION. 
Participation a 3 Diagonales des Fous . 